# بصريات لاخطية

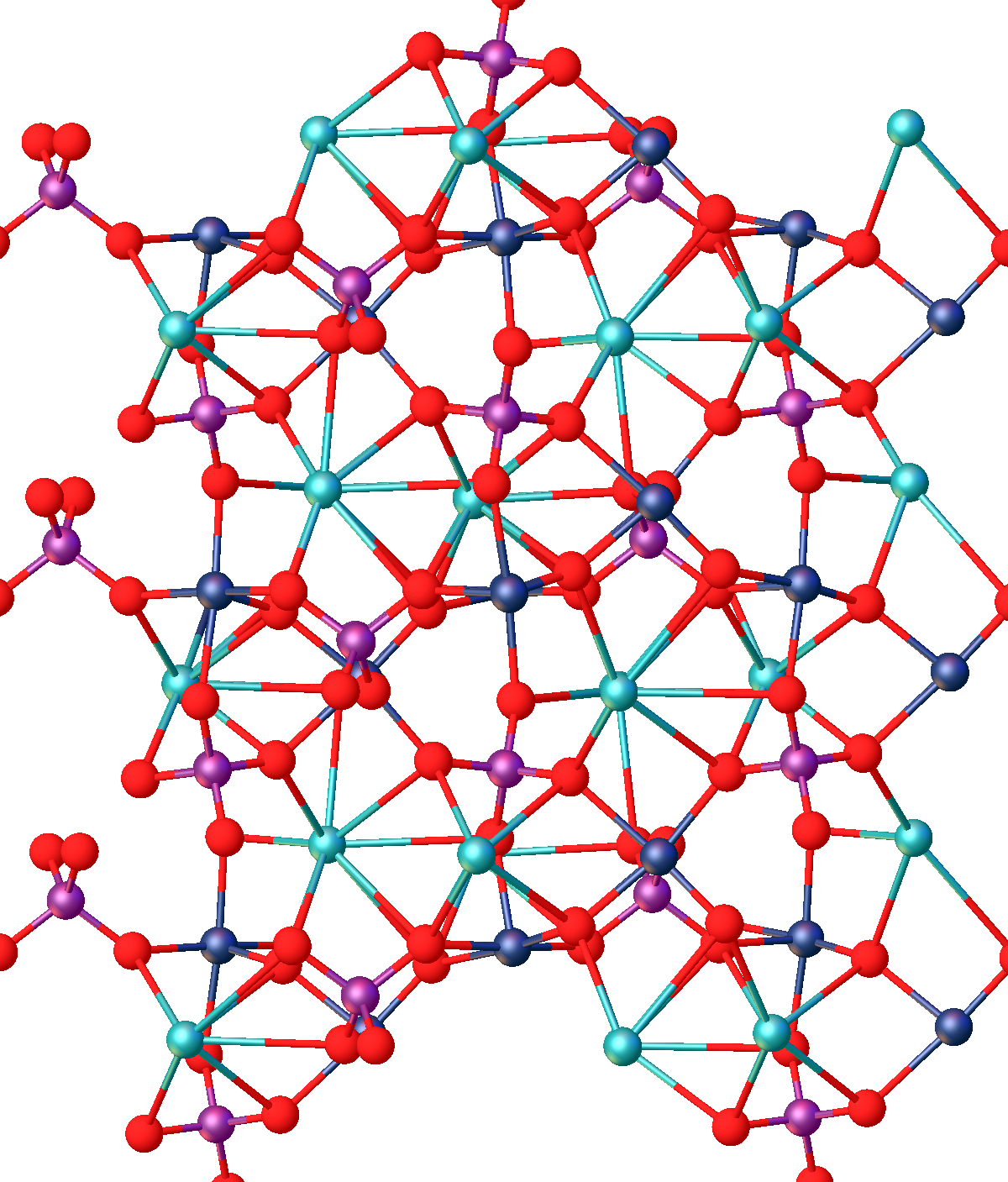

البصريات اللاخطية (يرمز لها NLO من Nonlinear optics) هو فرع من البصريات الذي يصف سلوك الأمواج الكهرومغناطيسية في الأوساط اللاخطية، وهي الأوساط التي يستجيب فيها الاستقطاب العازل P بشكل لاخطي إلى الحقل الكهربائي E للموجة الكهرومغناطيسية. هذه الصفة اللاخطية تلاحظ فقط عند شدّات عالية للضوء مثل المتوفرة عند الليزر، حيث لا ينطبق مبدأ التراكب.
تطور فرع البصريات اللاخطية نتيجة اكتشاف مبدأ ازدواج التردد وذلك بعد اختراع الليزر.

## المبدأ
إن منطلق وصف علم البصريات الحديث يعتمد على معادلات ماكسويل، والتي هي عبارة عن وصف رياضي للأمواج الكهرومغناطيسية في الفراغ كما في المادة. في حال انتشار موجة كهرومغناطيسية في وسط ما، فإن الإلكترونات فيه تهتز وتتهيج وترسل أمواج داخلية أخرى. يمكن وصف ذلك من خلال كثافة التدفق الكهربائي:
{\displaystyle {\vec {D}}=\varepsilon _{0}{\vec {E}}+{\vec {P}}}
حيث أن {\displaystyle \varepsilon _{0}} هو ثابت الحقل الكهربائي، و {\displaystyle {\vec {E}}} قيمة الحقل الكهربائي للموجة، و {\displaystyle {\vec {P}}} الاستقطاب الكهربائي. من أجل شدات منخفضة يمكن استخدام مبدأ التقريب بحيث يزداد الاستقطاب بشكل خطي مع الحقل الكهربائي.
{\displaystyle {\vec {P}}=\varepsilon _{0}\chi {\vec {E}}}
حيث أن {\displaystyle \chi } هي القابلية الكهربائية.
لا يمكن تطبيق هذا التقريب من أجل شدّات مرتفعة، حيث أن الشدة تصبح حينها متناسبة إلى مربع قيمة الحقل الكهربائي ولا تصبح علاقة خطية.
{\displaystyle {\vec {P}}=\varepsilon _{0}\sum _{n}\chi ^{(n)}{\vec {E}}^{n}=\varepsilon _{0}\left[\chi ^{(1)}{\vec {E}}+\chi ^{(2)}{\vec {E}}^{2}+\chi ^{(3)}{\vec {E}}^{3}+\dots \right]}
حيث أن {\displaystyle \chi ^{(n)}} على العموم هو موتّر الدرجات المرتفعة. إن المعادلة الموجية للدرجات المرتفعة تكون على الشكل:
{\displaystyle \left(\Delta -{\frac {n^{2}}{c^{2}}}{\frac {\partial ^{2}}{\partial t^{2}}}\right){\vec {E}}=\mu _{0}{\frac {\partial ^{2}}{\partial t^{2}}}{\vec {P}}^{NL}}
حيث {\displaystyle \Delta } هو معامل لابلاس، و n هو قرينة انكسار الوسط، و c هي سرعة الضوء و{\displaystyle {\vec {P}}^{NL}} هو مجموع الحدود اللاخطية للاستقطاب.